# Mastigostyla macbridei
Mastigostyla macbridei là một loài thực vật có hoa trong họ Diên vĩ. Loài này được (R.C.Foster) Ravenna miêu tả khoa học đầu tiên năm 1964.